# Albanezen in België
Albanezen in België (Frans: Albanais en Belgique; Albanees: Shqiptarët në Belgjikë) verwijst naar etnische Albanezen die in België woonachtig zijn. Volgens de volkstelling uit 2019 wonen er ongeveer 40.000 personen van Albanese afkomst in België.

## Migratie
De Albanezen kwamen aanvankelijk medio 20e eeuw als gastarbeider naar België. Hierna vluchtten veel Albanezen in de jaren 90 naar België vanwege politieke redenen in het post-communistische Albanië en vanwege de aanwakkerende Joegoslavische oorlogen, met name de Kosovo-oorlog.

## Demografie
Hoewel de Albanezen verspreid door België wonen, zowel in Vlaanderen en Wallonië, woont de grootste gemeenschap in en rond Schaarbeek, in het Brussels Hoofdstedelijk Gewest.

## Bekende personen
- Adnan Januzaj
- Laurit Krasniqi
- Angela Jakaj
- Gala Aliaj
- Lindon Selahi
- Zymer Bytyqi
- Medjon Hoxha
- Sebastjan Spahiu
- Din Sula
- Emir Ujkani
- Samir Ujkani
- Florian Loshaj
- Daniel Dardha
- Bleri Lleshi